# Oxysoma itambezinho
Oxysoma itambezinho är en spindelart som beskrevs av Ramírez 2003. Oxysoma itambezinho ingår i släktet Oxysoma och familjen spökspindlar. Inga underarter finns listade i Catalogue of Life.